# Manuel de la Peña y Peña
José Manuel de la Peña y Peña född 10 mars 1789, Tacuba, Mexiko (delstat) och död 2 januari 1850, Mexico City var mexikansk jurist, politiker och landets president 2 gånger 1847, och 1848.